# 三省製薬
三省製薬株式会社（さんしょうせいやく、Sansho Pharmaceutical Co., Ltd.）は福岡県大野城市に本社を置く、化粧品の成分および製品の開発、製造、販売を行う日本の企業。通販化粧品ブランド「DERMED（デルメッド）」の製造販売元でもある。

## 企業概要

### 概要
医薬品のシミ（肝斑）治療用外用剤の研究・開発を軸に創業。その後、薬事法の改正にともない、シミ用の治療薬が医薬部外品に区分けが変わったことで化粧品・医薬部外品開発メーカーへと進化した。肝斑治療のサポートのために開発されたプラセンタエキスやコウジ酸配合の美白クリームなど、薬用美白化粧品の開発製造に日本で初めて成功。安全性と効果を両立させた成分開発力は国内外で評価が高く、医療機関や内外の化粧品メーカーへの成分提供、OEMなども行っている。1993年に通販化粧品事業を立ち上げ後は、自社ブランド「DERMED（デルメッド）」からエイジングケア化粧品を発売。「いつまでも若々しく美しくありたいという人類の根源的欲求に応え、社会に貢献する」という創業理念に則り、研究・開発を行っている。
「DERMED（デルメッド）」は、肌や髪の悩みを抱えた女性の期待に応えるため、三省製薬が成分開発から手がけるエイジングケアブランド。ブランドを支える開発テクノロジー「独自の成分力」、「緻密な配合力」、「化粧品としての製材力」が存分に活かされたデルメッド化粧品は、本物志向の女性に選ばれている。

### 社名の由来
論語の一節「吾日三省吾身（吾、日に吾が身を三省す）」を企業精神として社名に取り入れている。

## 歴史・沿革
- 1887年（明治20年） 福岡県大牟田市にて、創業者の陣内龍一が前身となる「陣内三省堂薬局」を創業。薬品の卸売り、家伝の漢方薬・塗り薬などを製造販売。
- 1960年（昭和35年） 3月、製薬部門を独立させ「三省製薬株式会社」を創業。注射剤として使用していた「プラセンタ」を、経皮吸収が可能な「プラセンタエキス」へ応用。
- 1964年（昭和39年） 薬事法改正後、医薬部外品としてプラセンタエキス配合の美白クリームを開発。
- 1971年（昭和46年） 福岡県大野城市に本社および本社工場設立。
- 1975年（昭和50年） 麹菌の発酵代謝物質「コウジ酸」にメラニン生成抑制作用を発見。
- 1988年（昭和63年） メラニン生成抑制効果がある「コウジ酸」を世界で初めて開発。1980年の薬事法改正後、美白有効成分として厚生省（当時）から国内初の承認を得る。
- 1989年（平成元年） 九州・山口地区「経営者賞」受賞。
- 1990年（平成2年） 福岡県薬事功労賞受賞。
- 1993年（平成5年） 通信販売事業「DERMED（デルメッド）」開始。
- 1995年（平成7年） 佐賀県鳥栖市に新工場を設立。発毛促進効果がある「CTP(6-ベンジルアミノプリン)」を開発、育毛有効成分として厚生省（当時）から承認を得る。
- 1999年（平成11年） ISO9001認証登録。
- 2002年（平成14年） ISO9001・2000年版に移行認証。
- 2002年（平成14年） 日本通信販売協会会員となる。
- 2006年（平成18年） プライバシーマーク取得。
- 2008年（平成20年） ローズマリーからシワ改善作用がある成分「セラムバイタル」を開発。
- 2008年（平成20年） 子育て応援宣言マーク取得。
- 2010年（平成22年） 複合成分「ピュールブラン」を開発。
- 2011年（平成23年） みちのく未来基金の支援活動に参加。
- 2015年（平成27年） 本格エイジングケアのための複合成分「ピュールブランW」を開発。ハリ・弾力の改善に効果がある「STミロバラン」を開発。
- 2017年（平成29年） ISO9001・2015年版に移行認証。
- 2017年（平成29年） 仕事・子育て両立支援事業を強化。「大池さんしょう保育園」開設。

## 事業所・工場
- 本社 福岡県大野城市大池2丁目26-7
- 鳥栖工場 佐賀県鳥栖市藤木町5-1

## 主な研究発表
- コウジ酸のmelanin生成抑制作用について / Fragrance J. 11巻6号
- 肝斑の治療 / 皮膚病診療12巻・7号
- シミの新しい治療法 / 日本毛髪美容学会雑誌 Vol.3
- コウジ酸の機能と美白効果 / Fragrance J. 18巻6号
- 白色ハムスターメラノーマ由来高分子性メラノジェニックインヒビターの同定とその作用メカニズム / 神大医学部紀要53巻1号
- 新育毛剤としての6-ベンジルアデニン(6-ベンジルアミノプリン)　-成長期毛誘導，毛器官培養とヒト二重盲検法による評価 / Fragrance J. 21巻9号
- 皮膚の色素沈着症に対するコウジ酸配合クリームの臨床効果 / 皮膚36巻･5号
- 最新のメラニン生成機構に基づく新しい複合型コウジ酸クリームによる肝斑治療 / Fragrance J. 14号
- 美白剤の評価‐コウジ酸について / 皮膚と美容 Vol.28 No.4
- 6-Benzylaminopurine(CTP)配合育毛剤のヒトにおける有効性 / 皮膚40巻4号
- Alterations of Hairless Mouse Skin Exposed to Chronic UV Irradiation and Its Prevention by Hydrocortisone/Pahotochem. & Photobiol. 69(1)
- Prevention of the photodamage in the hairless mouse dorsal skin by kojic acid as an iron chelator/European J of Pharmacol. 411
- 1,25-Dihydroxyvitamin D3 Prevents the Conversion of Adipose Tissue into Fibrous Tissue in Skin Exposed to Chronic UV Irradiation/Toxicol. & Applied Pharmacol. 173
- Prevention by  Polyhydroxysteroids and Saponins of Asterina pectinifera of the Desquamation of Stratum Corneum Cells/Biosci. Biothechnol. Biochem., 66(4)
- 光老化シワモデルマウスにおけるローズマリーエキスのシワ改善効果 / 日本生物工学会 第62回大会
- Tyrosinase糖鎖形成能の阻害による色白剤 -桑黄抽出液のメラニン生成抑制作用- / 皮膚の科学・第10巻・第4号
- コウジ酸の生合成遺伝子,麹菌培養条件に応答した遺伝子発現機構 / 発酵・醸造食品の最新技術と機能性II
- キンギンカ抽出液のNF-κB活性化抑制作用 / 日本農芸化学会 2012年度大会
- ハマナス抽出液の抗糖化作用 / 日本農芸化学会 2012年度大会
- 合剤型コウジ酸外用剤による肝斑ほか各種色素沈着症の治療 / 西日本皮膚科77巻2号・2015
- コウジ酸の顔面黄ぐすみに対する改善効果 / 西日本皮膚科77巻3号・2015
- コウジ酸外用による皮膚AGEs産生抑制作用 / 2015年日本抗加齢医学会総会
- 合剤型Ellagic Acid（エラグ酸）クリーム（AAGE クリーム）外用の各種色素沈着症への効果 / 西日本皮膚科78巻6号・2016

## 参考
- 企業ヒストリー　公式サイトより
- 企業情報　公式サイトより
- 濃い成分のオイルで、大人の髪にハリ・コシ・ツヤを。　マガジンハウス「クロワッサン」934号掲載
- さいの抗酸化せいを発見、ふっくらハリのある潤い肌へ。　マガジンハウス「クロワッサン」938号掲載
- びはとハリ、まだ間に合う。大人の肌に、夢のクリーム。　マガジンハウス「クロワッサン」944号掲載
- 薬用ヘアカラートリートメントで、ハリ・コシ・ツヤも出る白髪染め。　マガジンハウス「クロワッサン」948号掲載
- シミに直接塗り込むクリームで、狙うは“スピード美白”。　マガジンハウス「クロワッサン」950号掲載
- 気持ちいいから、顔に、体に！「日焼けにしない」夏の2品。　マガジンハウス「クロワッサン」952号掲載
- 使い続けているからふんわり髪！女性の髪と頭皮のエッセンス。　マガジンハウス「クロワッサン」954号掲載
- 今年55歳。これからの10年が楽しみ。肌も、私の人生も。　マガジンハウス「クロワッサン」960号掲載
- 自分のためにもきれいでいたい、最近、素直にそう思う。　マガジンハウス「クロワッサン」962号掲載